# Musée du film de Potsdam

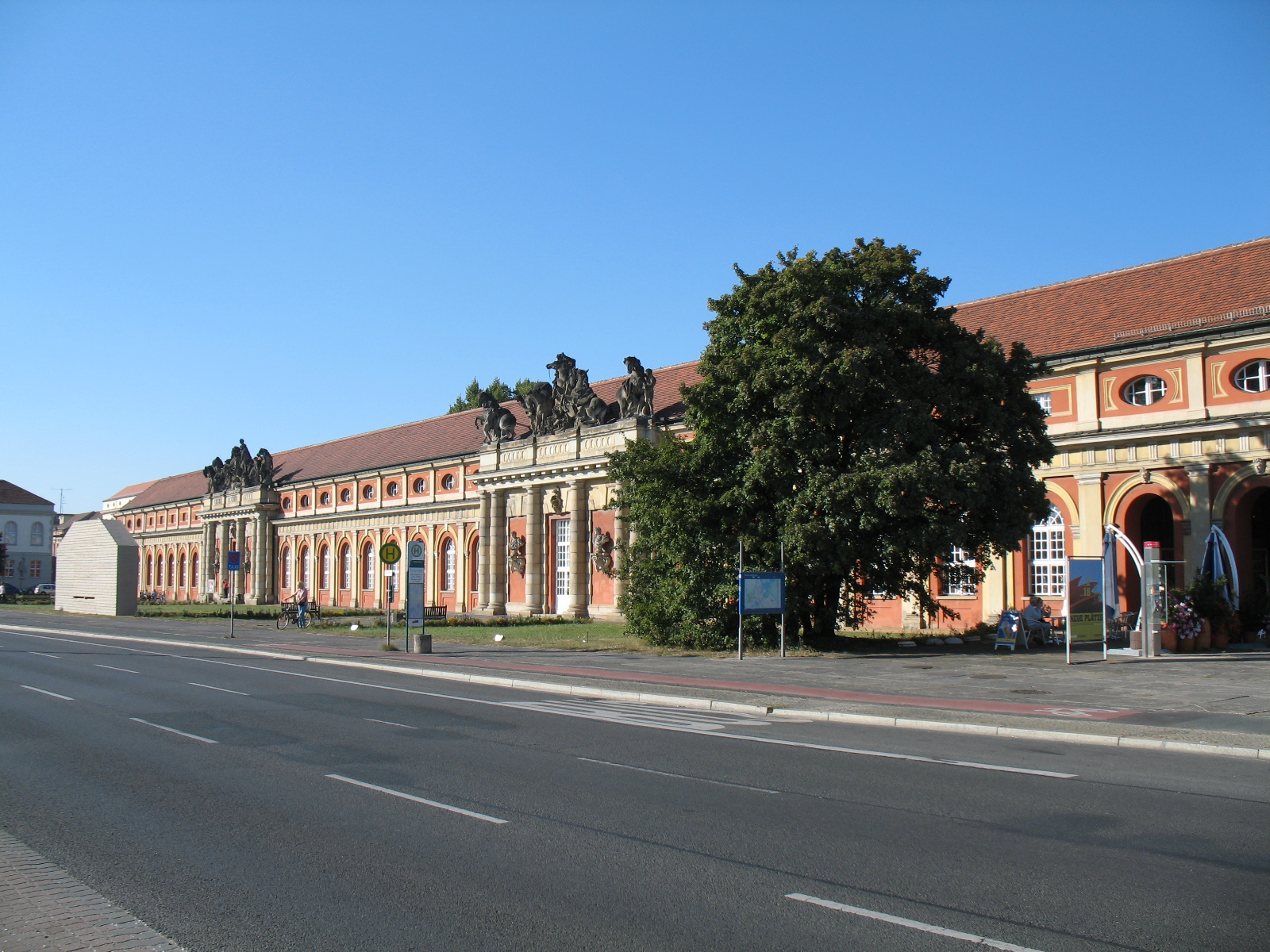
Les anciennes écuries du palais royal, qui abritent depuis 1981 le musée du film de Potsdam.

Le musée du film de Potsdam (Filmmuseum Potsdam), fondé à Potsdam en 1981 sous le nom de musée du film de la République démocratique allemande, est le musée consacré au cinéma le plus ancien de ses six homologues en Allemagne. 
Le studio de cinéma le plus ancien du monde se trouve en ses murs. On peut y trouver des collections et des films issus des studios de la Universum Film AG, de la DEFA, de Babelsberg, de Bioscop, etc.
Le musée se trouve dans un bâtiment du XVIIe siècle qui fut à l'origine une orangerie et fut transformé en 1714 pour servir d'écuries au roi Frédéric-Guillaume Ier de Prusse.